# IMUSE
iMUSE (англ. Interactive Music Streaming Engine) — интерактивная музыкальная система, используемая в играх от LucasArts. iMUSE предназначена для синхронизации музыки с визуальными действиями в видеоигре, так что звук постоянно совпадает с событиями на экране, и переходы от одной музыкальной дорожки к другой получаются плавными. iMUSE была разработана в начале 1990-х годов разработчиками Майклом Лэндом и Питером Макконнеллом во время работы в LucasArts. Система iMUSE запатентована компанией LucasArts и была включена в игровой движок компании SCUMM начиная с пятой версии. Первое использование система нашла в игре Monkey Island 2: LeChuck's Revenge 1991 года. iMuse была использована и в других играх LucasArts, например в Star Wars: TIE Fighter и Star Wars: Dark Forces.

## Разработка
iMUSE была разработана Майклом Лэндом после неудовлетворительного опыта работы с звуковой системой при создании игры The Secret of Monkey Island. Его цель была создать систему, которая позволила бы композитору установить настроение с помощью музыки по событиям игры. Проект оказался еще более успешным, чем он предполагал. Позднее к разработке присоединился его друг Питер Макконнелл. iMUSE также оказалась полезной при запуске игры на разных по производительности компьютерах, так как на то время не было средств, позволяющих синхронизировать звук с происходящими в игре событиями. Для таких задач iMuse выступает в роли фонового оркестра, воспроизводя короткие или длинные отрезки музыкальной дорожки в ожидании ключевых событий от игрового движка.
Одним из ярких примеров использования iMuse является сцена в игре Monkey Island 2. Каждый раз, когда главный герой Гайбраш Трипвуд заходит в помещение, в общую тему музыкальной дорожки незаметно вплетаются мелодии с применением различных музыкальных инструментов. Когда же Гайбраш выходит на улицу, мелодия плавно угасает, уступая место общей теме.